# John Galliano
John Charles Galliano (* 28. listopadu 1960, Gibraltar) je známý britský módní návrhář.
Narodil se na Gibraltaru, jeho otec byl gibraltarský instalatér, matka Španělka. Má dvě sestry. Když mu bylo šest let, rodina se přestěhovala do Velké Británie. Pochází z přísně katolických poměrů. Je otevřený gay.
Pracoval pro módní domy Givenchy (od července 1995 do října 1996) a Dior (od října 1996 do března 2011) odkud byl propuštěn kvůli antisemitským výrokům a videonahrávce, na které schvaluje holokaust a chválí Hitlera.
25. února 2011 Dior oznámil, že s ním pozastavuje spolupráci z důvodu antisemitských výroků, které pronesl v jednom pařížském baru. Ve stejný den se na internetu objevila nahrávka jak sprostě nadává skupině italských žen. Tento incident se udál krátce před Fashion week v Paříži, kde měl předvádět svou kolekci pro podzim/zimu 2011. 1. března zahájil Dior kroky k rozvázání pracovního poměru. Výkonný ředitel společnosti Sydney Toledano jeho výroky hluboce odsoudil. Gallianův osobní web byl zablokován.